# ستيف غوهوري
ستيف لاهوري غوهوري (بالفرنسية: Steve Gohouri)‏ (8 فبراير 1981 - ديسمبر 2015) لاعب كرة قدم عاجي يلعب في مركز الدفاع. وجد ميتاً ليلة رأس السنة نهاية عام 2015 في نهر الراين.
ولد في 8 فبراير 1981 في تريشفيل في ساحل العاج. بدأ مسيرته الكروية مع نادي باريس سان جيرمان الفرنسي في عام 1997، ولعب معهم حتى عام 1999، وفي موسم 1999/2000 انتقل إلى نادي بني يهودا الإسرائيلي، ولعب معهم 13 مباراة وسجل 4 أهداف. وفي عام 2000 انتقل إلى نادي يفيردون سبورت ولعب معهم حتى عام 2002، وشارك معهم في 73 مباراة وسجل 12 هدف.
وفي موسم 2002/2003 انتقل إلى نادي بولونيا الإيطالي. وفي عام 2003 انتقل إلى نادي فادوز في ليشتنشتاين، ولعب معهم حتى عام 2005، وشارك معهم في 53 مباراة وسجل 10 أهداف. وفي موسم 2005/2006 انتقل إلى نادي يونغ بويز، ولعب معهم 37 مباراة وسجل 8 أهداف. وفي عام 2007 انتقل إلى بروسيا مونشنغلادباخ الألماني.
و لعب مع منتخب ساحل العاج لكرة القدم بين عامي 2006-2011.